# Russland-Fanfare
Als Russland-Fanfare wurde das Fanfarensignal bezeichnet, das im Zweiten Weltkrieg seit dem deutschen Überfall auf die Sowjetunion im Juni 1941 die Sondermeldungen des Oberkommandos der Wehrmacht in den Radio-Sendern der Reichs-Rundfunk-Gesellschaft einleitete. 

## Herkunft
Das Fanfarensignal wurde dem Werk Les Préludes von Franz Liszt entlehnt.

## Verwendung
Zu Beginn des Westfeldzugs war ein Signal benutzt worden, das aus dem Lied Die Wacht am Rhein stammte und auch Frankreich-Fanfare genannt wurde.
Die Russland-Fanfare wurde auch am Ende des Liedes Von Finnland bis zum Schwarzen Meer gespielt. Das Lied war am Morgen des 20. Juni 1941, zwei Tage vor dem deutschen Angriff auf die Sowjetunion, fertiggestellt worden; Propagandaminister Joseph Goebbels hatte die Erstellung von Text und Melodie persönlich überwacht. Er ordnete auch die Auswahl und Bearbeitung des Liszt-Stückes als Erkennungsmelodie an, bei dem er lyrische Elemente tilgen, den Satz vereinfachen und den Einsatz von Streichern minimieren ließ, um die Rolle der Pauken zu betonen und damit einen „militante[n] Tusch“ zu erreichen. Der Sicherheitsdienst des Reichsführers SS ließ im Sommer 1940 bei Testhörern in mehreren Großstädten die Wirkung messen; „die Einleitung der Proklamation des Führers“ mit den Präludien sei als „sehr wirksam angesehen worden“, auch wenn angemerkt wurde, „die geradezu feierlichen und weihevollen Akkorde“ nähmen dem Horst-Wessel-Lied „die zündende Wirkung“. Die majestätischen Züge der Fanfare sollten die vom Regime intendierte Bedeutung des Feldzugs als welthistorisches Ereignis illustrieren.